# Calliostoma annulatum
Calliostoma annulatum är en snäckart som först beskrevs av John Lightfoot 1786.  Calliostoma annulatum ingår i släktet Calliostoma och familjen Calliostomatidae. Inga underarter finns listade i Catalogue of Life.

## Bildgalleri

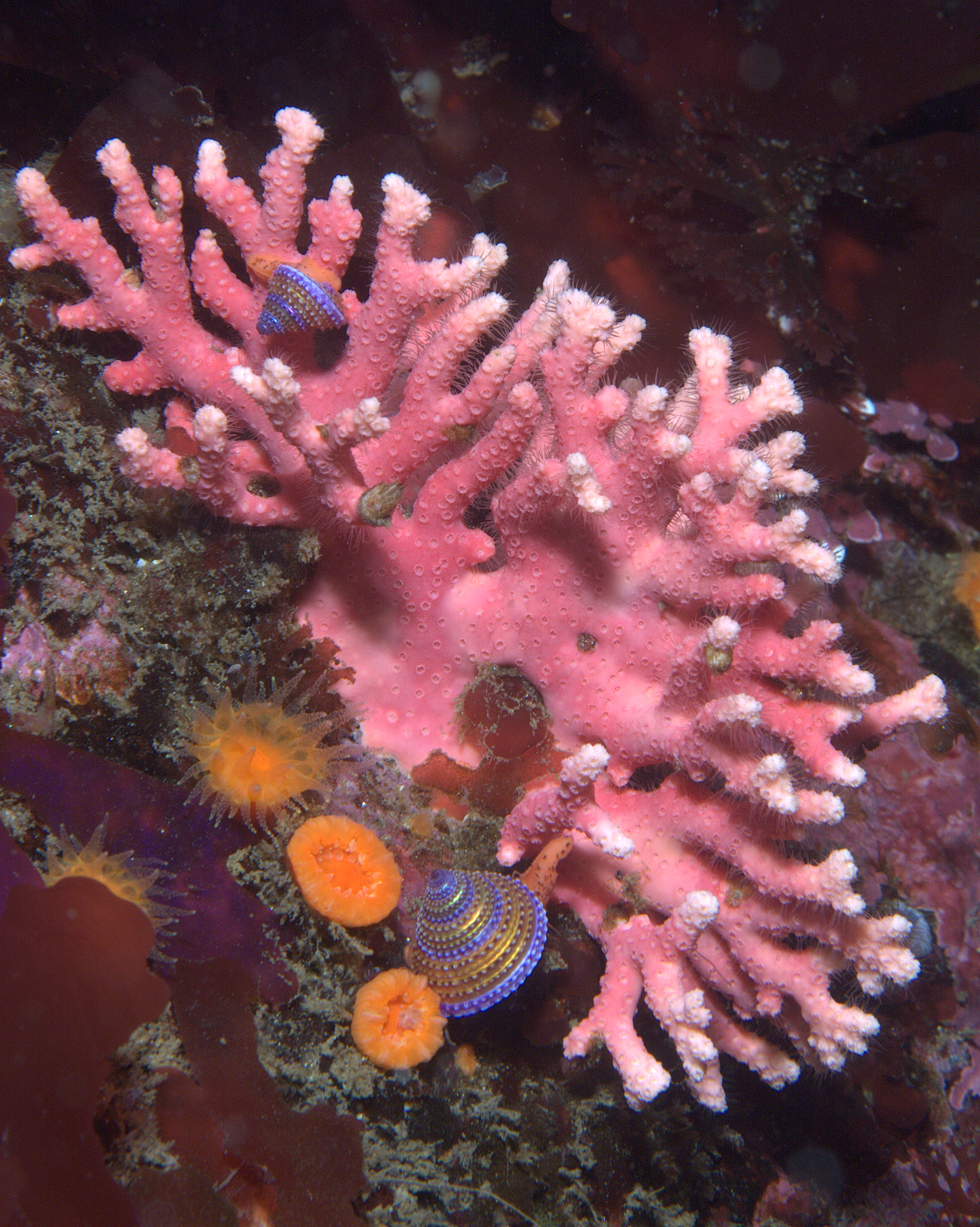